# 大久保町駅
大久保町駅（おおくぼまちえき）は、富山県富山市下大久保（開業時は旧・上新川郡大久保町）にあった富山地方鉄道笹津線の駅（廃駅）である。笹津線の廃線に伴い1975年（昭和50年）4月1日に廃駅となった。
1969年（昭和44年）8月30日から廃止時まで、朝夕1往復ずつ運行されていた急行列車の停車駅であった。

## 歴史
- 1914年（大正3年）12月6日：富山軽便鉄道富山駅（現・電鉄富山駅） - 笹津駅間開通（富山軽便鉄道全通）に伴い開業[2][3]。
- 1915年（大正4年）10月24日：鉄道会社名を富山鉄道に改称。それに伴い同鉄道の駅となる[3][4]。
- 1933年（昭和8年）4月20日：堀川新駅（現・南富山駅） - 笹津駅間部分廃線に伴い廃止となる[2][3][4]。
- 1950年（昭和25年）9月1日：富山地方鉄道笹津線南富山駅 - 当駅間開通に伴い再開業[2][3][4][5]。一般駅[5]。
- 1952年（昭和27年）8月15日：当駅 - 地鉄笹津駅間延伸開通（笹津線全通）に伴い中間駅となる[2][3][4]。
- 1967年（昭和42年）9月1日：貨物取扱廃止[2][3]。
- 1974年（昭和49年）
  - 7月10日：水害による熊野川鉄橋橋脚傾斜により熊野駅 - 当駅間運休、当駅が地鉄笹津側の一時的な終着駅となる[1][3]。
  - 7月30日：運休区間が復旧、当駅も通常営業となる[1][3]。
- 1975年（昭和50年）4月1日：笹津線の廃線に伴い廃止となる[2][3][4][5]。

## 駅構造
廃止時点で、島式ホーム1面2線を有する地上駅で、列車交換可能な交換駅であった。西側（駅舎側）が上り線、東側が下り線となっていた。そのほか駅舎側本線の南富山方から右側に分岐し駅舎と本線の間を通り再び駅舎側本線に合流する側線を1線有していた。
職員配置駅となっていた。駅舎は構内の西側に位置し、ホームとは側線を渡りホーム北側の階段とを結ぶ構内踏切で連絡していた。ホームには上屋を有した。また側線もホームを有し、このホームは富山鉄道時代からのものと伝えられていた。
列車交換は昼間帯の列車のほとんどが当駅で行った。通標は上野駅 - 当駅間が「△」、当駅 - 大沢野町八木山駅間が「□」であった。
富山軽便鉄道（後の富山鉄道）時代の当駅は、停車場として開業していた。

## 駅周辺
旧・上新川郡大久保町の中心駅であり、沿線最大の駅であった。当駅附近から神通川の扇状地の勾配に差し掛かり、途中には「16.7‰」の勾配標が設置されていた。
- 国道41号（越中東街道）
- 富山県道35号立山山田線
- 熊野川[1]

## 駅跡
駅跡地は道路となった部分以外が「下大久保停車場公園」として整備された。1998年（平成10年）時点では、駅にあった桜の老木が残っていた。2007年（平成19年）9月時点では駅舎のあった位置には公衆トイレが設置されていた。2008年（平成20年）時点も同様でかつての駅前商店も残り、鉄道があった当時の面影が残っていた。
また、当駅跡附近の線路跡は、1998年（平成10年）時点では当線廃線後に南富山駅 - 日本繊維前駅の間を東西に走る形で開通した国道359号の取付け道路附近から田村町駅跡南側付近までは2車線の舗装道路となっていた。2008年（平成20年）時点でも同様で、当駅跡附近の道路は富山県道318号笹津安養寺線となっていた。

## 隣の駅
富山地方鉄道
笹津線
伊豆ノ宮駅 - 大久保町駅 - 上大久保駅